# Amata borgoriensis
Amata borgoriensis är en fjärilsart som beskrevs av Walter Karl Johann Roepke 1937. Amata borgoriensis ingår i släktet Amata och familjen björnspinnare. Inga underarter finns listade i Catalogue of Life.